# Петар Меселџија
Петар Меселџија (Нови Сад, 5. август 1965) српски је сликар, илустратор и аутор стрипова.

## Биографија
Каријеру је почео 1981, као аутор стрипа „Крампи“ објављено у стрип магазину „Стрипотека“. Студирао је на Академији уметности у Новом Саду. Током студија је наставио да ради на стрипу, а од 1992. почео је да ради као илустратор. Од 1983 је излагао је своје радове, у сарадњи са другим уметницима у Југославији, Холандији и САД.. Меселџијину прву књигу „Питер Енкорак“, објавила је Младинска књига из Словеније 1991. године. Прву самосталну изложбу илустрација и слика имао је у галерији у Амстердаму.
Илустровао је књигу „Краљ Артур и витезови округлог стола“, један је од илустратора књиге „Српске народне бајке“ (2011), књиге о Српској митологији (2012) и аутор је стрипа „Есмералда и друге приче“ (2012). Илустровао и написао је књигу „Легенда о Баш Челику“ базирану на српској народној приповетки Баш-Челик (објављена у Србији 2008. и САД 2010). У 2015-тој објављена је „Књига о Дивовима“ коју је Петар Меселџија илустровао и написао.
Сматра се једним од најбољих светских илустратора. Неки од највећих ликовних узора Меселџије су Урош Предић и Паја Јовановић. Чест извор инспирације и мотива Меселџије су српске бајке, епске песме и митови.
Његов оригинални радови се налазе у приватним колекцијама у Србији, Холандији, Немачкој и САД.
Живи и ради у Холандији од 1991. године.

## Награде
Добитник је великог броја награда из области илустрације, међу које спадају:
- плакета „Златно перо Београда“,
- награда „Максим“ у Зајечару,
- једна златна и две сребрне награде „Спектрум“ у САД
- награда жирија на 59. светској конвенцији научне фантастике у Филаделфији 2001. године.